# 京极彩
京极彩（Kyōgoku Aya）是日本一位女性电子游戏总监和制作人，她是任天堂企划制作本部第五製作組的现任经理，该部门主要负责动物森友会系列、Splatoon、Wii Sports等作品的开发。京极彩因其在动物森友会系列的工作而知名，2008年开始她在该系列中交替担任制作人和总监等职务。

## 生平
2000年在Atlus开始她的职业生涯，2003年9月加入任天堂。在任天堂期间，京极彩曾担任过《塞尔达传说 四人之剑+》和《塞尔达传说 黄昏公主》的编剧，2008年在《动物森友会 城市大家庭》中担任總監。
京极彩和毛呂功在2012年共同担任《走出户外 动物森友会》的联合总监，成为任天堂情報開發本部的第一位女性总监。在《城市大家庭》中商业和评论的表现后，京极彩在《走出户外 动物森友会》中寻求回归动物森友会系列的本源。在注意到她经常是团队中唯一的女性后，京极彩和江口胜也组建了一个半数由女性组成的团队。她还经常鼓励开发团队的每位員工为游戏贡献创意，不管他们是身處哪个职位。《走出户外 动物森友会》销量超过1300万份，被IGN和Polygon评选为年度最佳游戏之一。京极彩认为团队的多样性是《走出户外 动物森友会》口碑和商业成功的关键，她也指出“当你尝试创造一种吸引不同类型人群的事物时，我已经体验到一个多元化的团队是多么的有益。”
2015年，京极彩制作了动物森友会的衍生作品《动物森友会 快乐之家设计师》，并担任2020年系列主作品《集合啦！动物森友会》的总监。2019年，她被任命为任天堂企划制作本部第五組经理，接替了在此职位上工作8年的野上恒，野上恒则被提升为副部长。

## 作品

### Atlus时期
- deSPIRIA （2000， Dreamcast） – 助理策划[10]
- Wizardry: Tale of the Forsaken Land （2001， PlayStation 2） – 助理导演[11]

### 任天堂时期
- 塞尔达传说 四人之剑+ （2004， 任天堂GameCube） – 剧本[12]
- 塞尔达传说 黄昏公主 （2006， Wii） – 剧本[12]
- 动物森友会 城市大家庭 （2008， Wii） – Sequence Director[13]
- 走出戶外 動物森友會 （2012， 任天堂3DS） – 总监（和毛吕功共同担任）[14]
- 動物森友會廣場 （2013， Wii U） – 制作人[15]
- 动物森友会 快乐之家设计师 （2015， 任天堂3DS） – 制作人[16]
- 動物森友會 Amiibo节日 （2015， Wii U） – 总监[17]
- 走出戶外 動物森友會 Amiibo+ （2016， 任天堂3DS） – 制作人[14]
- 動物森友會 口袋露營廣場 （2017， iOS / Android） – 总监[18]
- 集合啦！动物森友会 （2020， 任天堂Switch） – 总监[1]